# Micael Björk
Jan Micael Björk, född 3 maj 1966, är professor i sociologi vid institutionen för sociologi och arbetsvetenskap vid Göteborgs universitet samt gästprofessor vid Akademin för polisiärt arbete på Högskolan i Borås. Björk disputerade 2002 med avhandlingen Upplösningens dialektik. Bildningsmål och politisk modernitet i Sverige kring sekelskiftet 1900. År 2007 utsågs han till docent och samma år blev han anställd som universitetslektor vid Göteborgs universitet. Han är medlem i forskningsgruppen i kriminologi och rättssociologi vid Göteborgs universitet och undervisar i kriminologi och socialpsykologi samt är sedan 2015 programansvarig för universitetets Masterprogram i kriminologi.
Björks forskning är inriktad mot polisarbete i praktiken, ledning, styrning och organisering av polisverksamheter, kriminella gäng och organiserad brottslighet. Bland annat har han studerat polisen och myndigheters insatser mot den organiserade brottsligheten, och i en artikel i DN Debatt 2009, kritiserade han Justitieombudsmannen, JO, med åsikten att JO:s "legalistiska linje att polisinformatörers identitet ska uppges i domstol gör det livsfarligt att bli uppgiftslämnare."
År 2010–2014 var Björk ansvarig för det av Vetenskapsrådet finansierade forskningsprojektet Hur styrs polisen? En studie av polisorganisationens sätt att hantera det omgivande samhällets krav. År 2016–2018 ingick han i en referensgrupp för utvärderingen av polisreformen 2015.
År 2017–2019 var han med i forskningsprojektet Bortom NPM? Om professionell diskretion i den nya polismyndigheten, som handlade om förutsättningarna för lokalt polisarbete och finansierades av Forskningsrådet för hälsa, arbetsliv och välfärd (Forte). Från 2020 är han projektledare för ett forskningsprojekt om kortbedrägerier, som finansieras av Forskningsrådet för miljö, areella näringar och samhällsbyggande (Formas).